# Frédéric Danjou
Frédéric Danjou (ur. 28 września 1974 w Clamart) – francuski piłkarz, występujący na pozycji obrońcy.

## Kariera
Danjou profesjonalną karierę rozpoczynał w 1995 roku, w barwach AJ Auxerre. Debiut w lidze zaliczył 30 kwietnia 1995, w wygranym 3-2 spotkaniu przeciwko SM Caen. Łącznie w pierwszym sezonie rozegrał dwa spotkania w Ligue 1. W kolejnym, w lidze zagrał siedmiokrotnie. W pierwszej jedenastce regularnie zaczął występować od 1996 roku. Wtedy przez cały sezon zaliczył 35 ligowych pojedynków i zdobył w nich pierwszą bramkę w karierze. W 1998 wraz ze swoim klubem  dotarł do ćwierćfinału Pucharu UEFA. Rok później przeszedł do Realu Oviedo. Szybko wywalczył sobie tam miejsce w wyjściowej jedenastce i stał się podstawowym zawodnikiem pierwszego składu tej drużyny. W 2001 roku jego drużyna zajęła osiemnastą pozycję w Primera Division i spadła do drugiej ligi. Wtedy Danjou powrócił do ojczyzny, podpisując kontrakt z Troyes AC. W 2003 podobnie jak z Oviedo, spadł z ligi. Ta sytuacja zmusiła go do odejścia z klubu. Wybrał ofertę pierwszoligowego AC Ajaccio, gdzie nie miał problemów z wywalczeniem sobie miejsca w pierwszym składzie. Rok po przyjściu odszedł do SM Caen. Jednak po raz kolejny jego ekipa została relegowana na zaplecze ekstraklasy. Dlatego też powrócił do AC Ajaccio. Regularnie występował tam w pierwszym składzie, ale jego gra pomogła w uchronieniu od degradacji. Nie udało mu się, jednak znaleźć nowego pracodawcy w pierwszej lidze, dla związał się z drugoligowym US Créteil-Lusitanos. W 2007 roku po wygaśnięciu kontrakt odszedł z klubu. W 2008 podpisał kontrakt z Gazélec Ajaccio.
| Sezon   | Klub                 | Kraj      | Rozgrywki        | Mecze | Bramki |
| ------- | -------------------- | --------- | ---------------- | ----- | ------ |
| 1994/95 | AJ Auxerre           | Francja   | Ligue 1          | 2     | 0      |
| 1995/96 | AJ Auxerre           | Francja   | Ligue 1          | 7     | 0      |
| 1996/97 | AJ Auxerre           | Francja   | Ligue 1          | 35    | 1      |
| 1997/98 | AJ Auxerre           | Francja   | Ligue 1          | 33    | 1      |
| 1998/99 | AJ Auxerre           | Francja   | Ligue 1          | 30    | 2      |
| 1999/00 | AJ Auxerre           | Francja   | Ligue 1          | 2     | 0      |
| 1999/00 | Real Oviedo          | Hiszpania | Primera División | 34    | 0      |
| 2000/01 | Real Oviedo          | Hiszpania | Primera División | 36    | 4      |
| 2001/02 | Troyes AC            | Francja   | Ligue 1          | 22    | 0      |
| 2002/03 | Troyes AC            | Francja   | Ligue 1          | 20    | 0      |
| 2003/04 | AC Ajaccio           | Francja   | Ligue 1          | 37    | 1      |
| 2004/05 | SM Caen              | Francja   | Ligue 1          | 31    | 0      |
| 2005/06 | AC Ajaccio           | Francja   | Ligue 1          | 23    | 0      |
| 2006/07 | US Créteil-Lusitanos | Francja   | Ligue 2          | 27    | 0      |
| 2008/09 | Gazélec Ajaccio      | Francja   | CFA              |       |        |

## Sukcesy
- mistrzostwo Francji w 1996 (AJ Auxerre)
- Puchar Francji w 1996 (AJ Auxerre)
- finał Pucharu Ligi w 2005 (SM Caen)